# Ilha do Congresso
Ilha do Congresso é uma das ilhas que formam parte do arquipélago das Chafarinas, juntamente com a Ilha de Isabel II e a Ilha do Rei. Constitui uma das plazas de soberanía espanholas, situada no mar Mediterrâneo, ao norte da África. Atualmente, são administradas pelo Ministério da Defesa da Espanha.

## Interesse arqueológico
A ilha possui grande valor ambiental e arqueológico, pois abriga o sítio El Zafrín, do tipo neolítico cardial do V milênio a. C., que está sendo investigado desde o ano 2000 pelo Instituto de Cultura Mediterrânea. Se destacam as coleções de cerâmica obtidas nas escavações e que formam parte das coleções do Museu da Cidade Autônoma de Melilla.